# لويس إسحاق جافي
لويس إسحاق جافي (بالإنجليزية: Louis Isaac Jaffe)‏ هو محرر وصحفي أمريكي، ولد في 1888 في ديترويت في الولايات المتحدة، وتوفي في 1950.